# シャルロット・ドルネラス
シャルロット・ドルネラス（Charlotte d'Ornellas, 1986年6月23日）は、フランスのジャーナリスト、政治ジャーナリスト、コラムニスト、論説委員。オルレアン出身。
フリーランスの記者として、「Valeurs actuelles」の記事や「Boulevard Voltaire」のネット記事を執筆している。また、論説委員として定期的に「Cnews」に出演している。非政府組織「SOS Chrétiens d'Orient」の一員でもある。

## 来歴

### 家庭と学歴
歴史学者のエリック・マンシオン＝リゴーによると、彼女はポルトガルの古い貴族の一族に生まれた。
パリで医学博士の学位を持ち、ポルトガルの全権公使およびペルーのリマで総領事を務めていたアントニオ・エヴァリスト・ドルネラスの子孫である。アントニオは1862年にポルトガルとペルーの奴隷制度の廃止に関する条約に署名した。ドルネラス男爵という称号はポルトガル王のルイス1世から終身の称号として授与を受けた。
レンヌの大司教ピエール・ドルネラスの従兄弟の娘であり、ロワレ県オルレアン出身のカトリック系の家族の下で育った。2002年に行われたオルレアンのジャンヌ・ダルク祭で、16歳でジャンヌ・ダルクを代表する役割に選ばれた。
また、父方の祖母を通じて、ブリュネ・ド・ラ・シャリ―家とフォンスコロンブ・ラ・モール家の家系にも繋がっている。
2004年にパリ比較哲学学院（Facultés libres de philosophie et de psychologie）に入学し、哲学と心理学の学士号を取得した。
2008年、オーストラリアのシドニーで1年間滞在した。滞在の終わりごろ、国際メディアセンターでの仕事に採用され、学校で哲学を教える事を夢見ながら、フランスのメディア向けに英語のプレスリリースを翻訳するのを手伝った。
2008年にフランスへ戻ってきた際、ジャーナリズムを学ぶことを決めた。その結果、フランスジャーナリズム学院（Institut français de journalisme）で2010年に資格を取得した。その間、2009年にレバノンのベイルートで「L'Orient-Le Jour」という日刊新聞で研修を行った。

### 職業キャリア
2009年、レバノンからフランスに戻ってきた際、トゥールの地方日刊新聞「La Nouvelle République du Centre-Ouest」で特定期間契約の雇用を得た。その後、研修として保守主義週刊新聞「Valeurs actuelles」に2009年から2010年の間雇われた。また、2011年7月からフランス民主労働組合連盟の週刊ニュース番組の制作に取り組んでいる。
フリーランス記者として、カトリック系オンライン新聞「Aleteia」や「Boulevard Voltaire」、「Valeurs actuelles」などの新聞のために記事を著している。カトリック系日刊新聞「Présent」のためにも記事を書いている。度々フランスのラジオ局「Radio Courtoisie」に出演し、コラムニストとして「TV Libertés」の番組にも出演している。また、2016年に政治活動家のダミアン・リオ―と四半期刊行雑誌「France」を立ち上げ、編集長となった。
2017年、「Boulevard Voltaire」の派遣記者として取材班と共にティエリー・マリア二やジャン・ラサールなどの国民議会議員を連れてシリアへ向かった。この際、他の記者と一緒にシリア大統領バッシャール・アル＝アサドと対面した。フランスメディアの報道とは反対に、アル＝アサド大統領は「穏やかでかなり控えめ」であると評価した。
2017年9月、保守思想を掲げた雑誌「L'incorrect」の編集委員会の一員となった。だが1か月後、「Valeurs actuelles」の編集チームに加わることになり、元の編集委員会を辞任した。
2017年4月から、論説委員として定期的に「CNews」の「L'Heure des pros」という番組に出演するようになった。 2018年から2019年の間、コラムニストとして「BFMTV」の「Et en même temps」に出演した。また、ゲストとして頻繁に「CNews」の「Punchline」という番組に登場している。
一部のナレーションを彼女が務めたとして、国営放送のサントル＝ヴァル・ド・ロワール地域圏France 3はジャンヌ・ダルクのドキュメンタリーの放送を断った。「France 3」によると、その理由は彼女が「Valeurs actuellesの記者」であるからだと言う。
実業家ヴァンソン・ボロレによって局が買収されてから、フランスのラジオ局「Europe 1」で2021年から働いている。
2023年6月20日、「CNews」の討論番組「L'heure des pros」の中で、編集長のジョフロワ・ルジョンヌが投資家との編集上の意見の相違により解雇されたことを受け、「Valeurs actuelles」の編集チームを脱退すると発表した。

### SOS Chrétiens d'Orient とシリア・アラブ共和国
2013年12月、中東のキリスト教徒共同体を支援する非政府組織「SOS Chrétiens d'Orient」（エスオーエス・クレチアン・ドリアン）の創立に協力した。
「SOS Chrétiens d'Orient」の取締役会の一員として活動しているが、シリア大統領バッシャール・アル＝アサドと彼の政治体制を宣伝していると批判の声もある。
2016年、「SOS Chrétiens d'Orient」の幹部と共にシリアを訪れた。その際、ムハルデでシリア国民防衛隊の志願予備役兵と会った。
2017年、「SOS Chrétiens d'Orient」を通じてネット新聞「Boulevard Voltaire」のためにバッシャール・アル＝アサド大統領とのインタビューを行った。

## 著書
- 『Au secours des chrétiens d'Orient : entretien avec Charles de Meyer et Benjamin Blanchard』（Via Romana、2019年4月）
- グレゴリオス3世ラハム東方全土総大司教との共著『Ne nous laissez pas disparaître : un cri au service de la paix』（Éditions Artège、2016年11月）